# دلار جزایر کیمن
دلار جزایر کیمن (به انگلیسی: Cayman Islands dollar) با کد ایزوی KYD، یکای پول رایج در کشور جزایر کیمن است. مسئولیت کنترل این واحد پولی برعهدهٔ مرجع پولی جزایر کیمن قرار دارد.
این دلار، جزء ده پول قدرتمند دنیا در سال 2023 معرفی شده است.